# زبان یهودی-عربی

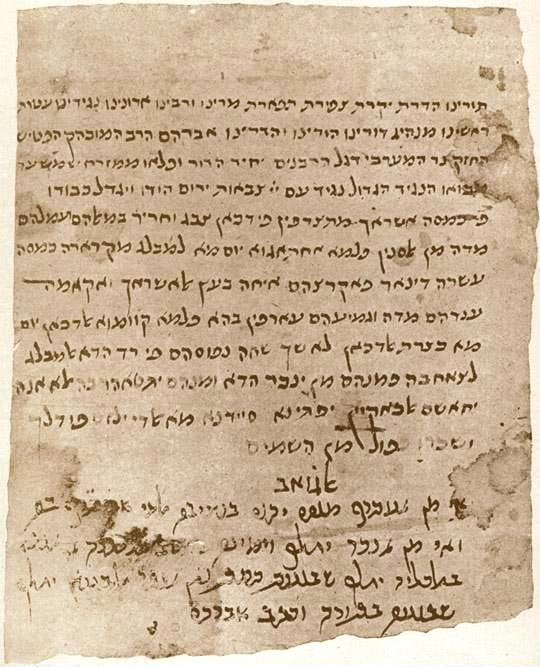
یک صفحه از متن گنیزه که بخشی از آن به زبان یهودی عربی نوشته شده‌است

زبان یهودی-عربی زبان یهودی مذهبان عرب‌زبان است که در گذشته در خاورمیانه و شمال آفریقا زندگی می‌کردند. از سویی دیگر، گروهی از عرب‌ها نیز به ویژه در سده‌های میانه برای نوشتار زبان خود از الفبای عبری استفاده می‌کرده‌اند که می‌توان آن زبان را نیز یهودی عربی نامید.
بسیاری از آثار مهم تاریخ یهود، از جمله برخی نوشته‌های مذهبی سعید فیومی، موسی ابن میمون و یهودای لاوی در اصل به این زبان نوشته شده‌اند که زبان اصلی آن مردم در آن دوران بوده‌است.

## ویژگی‌های این زبان
طریقه تکلم یهودیان عرب زبان از مردم عرب تفاوت داشت. نخست به این دلیل که تحت تأثیر ساخت آوایی زبان خود یعنی عبری بودند و دوم به این دلیل هر کدام از منطقه‌ای مهاجرت کرده بودند و لهجه آن منطقه را با خود داشتند. از جمله یهودیان عرب‌زبان مصر که از اسکندریه آمده بودند و لهجه اسکندری داشتند و یهودیان عراق نیز اغلب زبان عربی را به گویش موصلی تکلم می‌کردند.

## گویش‌های زبان یهودی عربی
- یهودی-عراقی
  - بغدادی
- یهودی-مصری
- یهودی-مراکشی
  - کجال
  - وقال
- یهودی-طرابلسی
- یهودی-تونسی
  - تونسن
- یهودی-یمنی
  - عدنی
  - بیضایی
  - حبانی
  - صنعایی

## تاریخچه
یهودیان کشورهای عربی و اسلامی در مواردی برای نوشتن از الفبای عبری خود استفاده می‌کردند ولی در آن موارد نیز برای نشان دادن فونم‌هایی که در الفبای عبری وجود نداشت از نشانه‌ها و نقطه‌هایی استفاده می‌کردند که در الفبای عربی بود.
برخی از مهم‌ترین کتابهای جامعه یهودی نظیر تفسیر کتاب مقدس و نوشته‌های هلاخایی در سده‌های میانه به زبان یهودی عربی نوشته شده‌است. بعدها این آثار به عبری سده‌های میانه ترجمه شد تا عبری زبان‌های سایر نقاط جهان نیز بتوانند آن‌ها را بخوانند. عمده کتاب‌هایی که به زبان یهودی عربی نوشته شده‌است:
- سعید فومی: کتاب الامانات و الاعتقادات تفسیر کتاب مقدس و ترجمه آن، کتاب سیدور
- سلیمان بن جبیرول: تیکون میدوت‌ها نفش (به معنای خودسازی اخلاقی)
- بهیه ابن باکودا: کتاب الهدایه لفراید القلوب
- کوزاری از یهودای لاوی
- تفسیر میشنه از موسی ابن میمون

پس از خواندن «ترجمه»های کتاب مقدس از زبان آرامی، کلمه ترجمه در میان عبری زبانان به معنای زبان آرامی شد. به همین ترتیب پس از خواندن «شرح»هایی به زبان عبری یهودی که بر کتاب مقدس نوشته شده کلمه شرح مشخصاً برای اشاره به زبان یهودی عربی به کار می‌رود.

## در حال حاضر
پس از حمله اسرائیل در سال ۴۸ به فلسطین، پایان جنگ الجزایر و استقلال مراکش و تونس، بیشتر یهودی‌های شرق و اسپانیا، از کشورهای عربی اسلامی خارج شدند و به فرانسه و اسرائیل رفتند. آنان پس از مهاجرت به زبان‌های فرانسوی و عبری جدید صحبت کردند و زبان یهودی به‌طور کامل در انقراض قرار گرفت، در حالی که در سده‌های میانه متکلمان این زبان از زبان ییدیش بیشتر بودند. امروز عده انگشت‌شماری در الجزایر، مراکش، تونس، لبنان، یمن، اسرائیل و آمریکا بدین زبان صحبت می‌کنند.